# De Saffraan (schip, 1914)
Restaurantschip De Saffraan is een klipper met een geschiedenis in de binnenscheepvaart, die later naam maakte in de gastronomie. 

## Geschiedenis
Van die geschiedenis in de binnenvaart is weinig bekend. Wel dat het na de Tweede Wereldoorlog zand heeft gebaggerd met een eigen kraan. Het varend erfgoed is vanaf 2007 grondig verbouwd. Het schip kan niet meer zelfstandig varen. De motor van het schip is nu de keuken en de stuurhut heeft plaats moeten maken voor de afzuigkap. Voor het nodige onderhoud moet het worden gesleept. Het kreeg de functie als drijvend restaurant De Saffraan, met een Michelinster in de periode 2010-2014. 

## Liggers Scheepmetingsdienst
| Meetnummer | District en volgnr. | Meetdatum         | Meetplaats        | Lengte [m] | Breedte [m] | Inzinking [m] | Waterverplaatsing [ton] | Naam             | Eigenaar          | Domicilie   |
| ---------- | ------------------- | ----------------- | ----------------- | ---------- | ----------- | ------------- | ----------------------- | ---------------- | ----------------- | ----------- |
| D2762N     | Dordrecht           | 26 september 1914 | Papendrecht       | 32,15      | 6,44        | –             | 226,735                 | HOOP OP WELVAART | J. van den Heuvel | Sliedrecht  |
| R11022N    | Rotterdam           | 10 december 1937  | Boven-Hardinxveld | 32,22      | 6,43        | –             | 217,164                 | HOOP OP WELVAART | H.W. v.d. Hoff    | Hardinxveld |
| R17515N    | Rotterdam           | 10 juli 1950      | Hardinxveld       | 32,08      | 6,43        | 2,02          | 205,042                 | HOOP OP WELVAART | H.W. v.d. Hoff    | Hardinxveld |
| R27837N    | Rotterdam           | 5 juni 1963       | –                 | 38,18      | 6,42        | 2,39          | 353,827                 | HOOP OP WELVAART | –                 | -           |
| R41509N    | Rotterdam           | 21 november 1978  | –                 | 37,96      | 6,42        | 2,36          | 296,756                 | NOORDSTROOM      | –                 | -           |